# Nicaragua op de Olympische Zomerspelen 2020
Nicaragua nam deel aan de Olympische Zomerspelen 2020 in Tokio, Japan. Van de acht deelnemers voor het land won niemand een medaille.

## Atleten
| sport         | vrouwen | mannen | totaal |
| ------------- | ------- | ------ | ------ |
| Atletiek      | 0       | 1      | 1      |
| Gewichtheffen | 1       | 0      | 1      |
| Judo          | 1       | 0      | 1      |
| Roeien        | 1       | 1      | 2      |
| Schietsport   | 0       | 1      | 1      |
| Zwemmen       | 1       | 1      | 2      |
| totaal        | 4       | 4      | 8      |

## Sporten

### Atletiek
Mannen
Loopnummers
| atleet                | onderdeel | series | series | kwartfinale | kwartfinale | halve finale   | halve finale   | finale         | finale         |
| atleet                | onderdeel | tijd   | rang   | tijd        | rang        | tijd           | rang           | tijd           | rang           |
| --------------------- | --------- | ------ | ------ | ----------- | ----------- | -------------- | -------------- | -------------- | -------------- |
| Yeykell Eliuth Romero | 100 m     | 10,62  | 3 Q    | 10,70       | 7           | niet geplaatst | niet geplaatst | niet geplaatst | niet geplaatst |

### Gewichtheffen
Vrouwen
| atlete       | onderdeel | trekken | trekken | stoten | stoten | totaal | rang |
| atlete       | onderdeel | score   | rang    | score  | rang   | totaal | rang |
| ------------ | --------- | ------- | ------- | ------ | ------ | ------ | ---- |
| Sema Ludrick | -64 kg    | 87      | 13      | 115    | 11     | 202    | 12   |

### Judo
Vrouwen
| atleet          | onderdeel | eerste ronde         | tweede ronde         | derde ronde          | kwartfinale          | halve finale         | herkansing           | finale / BM          | finale / BM    |
| atleet          | onderdeel | tegenstander uitslag | tegenstander uitslag | tegenstander uitslag | tegenstander uitslag | tegenstander uitslag | tegenstander uitslag | tegenstander uitslag | rang           |
| --------------- | --------- | -------------------- | -------------------- | -------------------- | -------------------- | -------------------- | -------------------- | -------------------- | -------------- |
| Izayana Marenco | +78 kg    | n.v.t.               | Cerić V 00–10        | niet geplaatst       | niet geplaatst       | niet geplaatst       | niet geplaatst       | niet geplaatst       | niet geplaatst |

### Roeien
Mannen
| atlete      | onderdeel | series  | series | herkansingen | herkansingen | kwartfinale | kwartfinale | halve finale | halve finale | finale  | finale |
| atlete      | onderdeel | tijd    | rang   | tijd         | rang         | tijd        | rang        | tijd         | rang         | tijd    | rang   |
| ----------- | --------- | ------- | ------ | ------------ | ------------ | ----------- | ----------- | ------------ | ------------ | ------- | ------ |
| Felix Potoy | skiff     | 7.32,54 | 4 H    | 7.44,52      | 3 HE/F       | n.v.t       | n.v.t       | 7.45,02      | 1 FE         | 7.28,00 | 26     |

Vrouwen
| atlete            | onderdeel | series  | series | herkansingen | herkansingen | kwartfinale | kwartfinale | halve finale | halve finale | finale  | finale |
| atlete            | onderdeel | tijd    | rang   | tijd         | rang         | tijd        | rang        | tijd         | rang         | tijd    | rang   |
| ----------------- | --------- | ------- | ------ | ------------ | ------------ | ----------- | ----------- | ------------ | ------------ | ------- | ------ |
| Evidelia González | skiff     | 8.25,18 | 4 H    | 8.37,55      | 3 HE/F       | n.v.t       | n.v.t       | 8.36,99      | 1 FE         | 8.10,37 | 27     |

Legenda: FA=finale A (medailles); FB=finale B (geen medailles); FC=finale C (geen medailles); FD=finale D (geen medailles); FE=finale E (geen medailles); FF=finale F (geen medailles); HA/B=halve finale A/B; HC/D=halve finale C/D; HE/F=halve finale E/F; KF=kwartfinale; H=herkansing

### Schietsport
Mannen
| atleat          | onderdeel        | kwalificaties | kwalificaties | finale         | finale         |
| atleat          | onderdeel        | punten        | rang          | punten         | rang           |
| --------------- | ---------------- | ------------- | ------------- | -------------- | -------------- |
| Edwin Barberena | 10 m luchtgeweer | 554           | 36            | niet geplaatst | niet geplaatst |

### Zwemmen
Mannen
| atleet      | onderdeel        | series | series | halve finale   | halve finale   | finale         | finale         |
| atleet      | onderdeel        | tijd   | rang   | tijd           | rang           | tijd           | rang           |
| ----------- | ---------------- | ------ | ------ | -------------- | -------------- | -------------- | -------------- |
| Miguel Mena | 100 m vrije slag | 51,99  | 55     | niet geplaatst | niet geplaatst | niet geplaatst | niet geplaatst |

Vrouwen
| atleet            | onderdeel        | series | series | halve finale   | halve finale   | finale         | finale         |
| atleet            | onderdeel        | tijd   | rang   | tijd           | rang           | tijd           | rang           |
| ----------------- | ---------------- | ------ | ------ | -------------- | -------------- | -------------- | -------------- |
| Maria Schutzmeier | 100 m vrije slag | 57,94  | 43     | niet geplaatst | niet geplaatst | niet geplaatst | niet geplaatst |

## Externe bronnen
- olympics.com